# Старые Кривотулы
Ста́рые Кривоту́лы (укр. Старі Кривотули) — село в Тысменицкой городской общине Ивано-Франковского района Ивано-Франковской области Украины.
Население по переписи 2001 года составляло 2466 человек. Занимает площадь 14,75 км². Почтовый индекс — 77474. Телефонный код — 03436.